# 아흐드 카말
아흐드 카말(아랍어: عهد كامل, 영어: Ahd Kamel, 1980년 11월 14일 ~ )은 사우디아라비아의 배우이다.